# Copa Mundial de Fútbol Sub-17 de 2009
La Copa Mundial Sub-17 de la FIFA 2009 (en inglés: FIFA U-17 World Cup 2009) fue la XIII edición de la Copa Mundial de Fútbol Sub-17 y tuvo como sede a Nigeria. 
El campeón del torneo fue Suiza, quien es su primera participación en esta cita mundialista, se alzó con el trofeo al derrotar al anfitrión Nigeria 1—0 en la final. Fue a destacar el desempeño del conjunto suizo, que ganó el torneo ganando todos los partidos y dejando en el camino a candidatos como Brasil, Alemania, Italia o Nigeria. 
En el torneo participaron futbolistas nacidos a partir del 1 de enero de 1992.

## Organización
El 24 de octubre de 2008 después de la reunión del comité ejecutivo de la FIFA, se conoció que Nigeria el país africano no estaría en capacidad de organizar el evento. No obstante, en enero de 2009 se reveló el emblema oficial del torneo, y poco tiempo después el comité de inspección de la FIFA confirmó que el país sede cumplía los plazos establecidos y por ende la sede fue confirmada.
El 21 de mayo de 2009, a cinco meses de comenzar el certamen, la FIFA observó problemas de organización y seguridad para la realización del torneo, por lo que advirtió a Nigeria un posible retiro de la sede. Diez días más tarde, tras la reunión del comité ejecutivo de la FIFA en Nassau, Bahamas, se determinó que una delegación de alto nivel se reúna el 11 de junio en Lagos con el vicepresidente nigeriano Armos Adamu con el fin de confirmar las garantías necesarias para la realización del Mundial. De no contar con el respaldo gubernamental, se buscaría otro país que pueda albergar el torneo.
Entretanto, a mediados del mes de junio, la guerrilla del Movimiento para la Emancipación del Delta del Níger (MEND), recomendó a la FIFA "reconsiderar" la celebración del certamen mundialista, puesto que no aseguran la seguridad de deportistas y turistas en medio de sus ataques a la multinacional estadounidense Chevron.

## Sedes
| Nigeria                         | Nigeria                                                | Nigeria                                                | Nigeria              |
| Abuya                           | Lagos                                                  | Enugu                                                  | Kano                 |
| ------------------------------- | ------------------------------------------------------ | ------------------------------------------------------ | -------------------- |
| Estadio Abuya                   | Estadio Teslim Balogun                                 | Estadio Nnamdi Azikiwe                                 | Estadio Sani Abacha  |
| Capacidad: 60,491               | Capacidad: 24,325                                      | Capacidad: 22,000                                      | Capacidad: 18,000    |
|                                 |                                                        |                                                        |                      |
| Calabar                         | Abuya Lagos Enugu Kano Calabar Kaduna Bauchi Ijebu Ode | Abuya Lagos Enugu Kano Calabar Kaduna Bauchi Ijebu Ode | Kaduna               |
| Estadio U. J. Esuene            | Abuya Lagos Enugu Kano Calabar Kaduna Bauchi Ijebu Ode | Abuya Lagos Enugu Kano Calabar Kaduna Bauchi Ijebu Ode | Estadio Ahmadu Bello |
| Capacidad: 16,000               | Abuya Lagos Enugu Kano Calabar Kaduna Bauchi Ijebu Ode | Abuya Lagos Enugu Kano Calabar Kaduna Bauchi Ijebu Ode | Capacidad: 16,000    |
|                                 | Abuya Lagos Enugu Kano Calabar Kaduna Bauchi Ijebu Ode | Abuya Lagos Enugu Kano Calabar Kaduna Bauchi Ijebu Ode |                      |
| Bauchi                          | Abuya Lagos Enugu Kano Calabar Kaduna Bauchi Ijebu Ode | Abuya Lagos Enugu Kano Calabar Kaduna Bauchi Ijebu Ode | Ijebu Ode            |
| Estadio Abubarkar Tafawa Balewa | Abuya Lagos Enugu Kano Calabar Kaduna Bauchi Ijebu Ode | Abuya Lagos Enugu Kano Calabar Kaduna Bauchi Ijebu Ode | Estadio Gateway      |
| Capacidad: 15,000               | Abuya Lagos Enugu Kano Calabar Kaduna Bauchi Ijebu Ode | Abuya Lagos Enugu Kano Calabar Kaduna Bauchi Ijebu Ode | Capacidad: 20,000    |
|                                 | Abuya Lagos Enugu Kano Calabar Kaduna Bauchi Ijebu Ode | Abuya Lagos Enugu Kano Calabar Kaduna Bauchi Ijebu Ode |                      |

## Árbitros
| Confederación | Árbitro            | Asistentes                          |
| ------------- | ------------------ | ----------------------------------- |
| AFC           | Ravshan Irmatov    | Rafael Ilyasov Bakhadyr Kochkarov   |
| CAF           | Mohamed Benouza    | Mamar Chabane Nasser Abdel Nabi     |
| CAF           | Koman Coulibaly    | Inácio Cândido Redouane Achik       |
| CAF           | Jerome Damon       | Enock Molefe Kenneth Chichenga      |
| CAF           | Eddy Maillet       | Jason Damoo Evarist Menkouande      |
| CONCACAF      | Carlos Batres      | Carlos Pastrana Leonel Leal         |
| CONCACAF      | Jair Marrufo       | Charles Morgante Ricardo Morgan     |
| CONMEBOL      | Pablo Pozo         | Patricio Basualto Francisco Mondria |
| CONMEBOL      | Carlos Amarilla    | Emigdio Ruiz Nicolás Yegros         |
| CONMEBOL      | Martín Vázquez     | Miguel Nievas Carlos Pastorino      |
| OFC           | Michael Hester     | Jan Hendrik Hintz Tevita Makasini   |
| UEFA          | Howard Webb        | Michael Mullarkey Darren Cann       |
| UEFA          | Stéphane Lannoy    | Eric Dansault Laurent Ugo           |
| UEFA          | Wolfgang Stark     | Jan Hendrik Salver Volker Wezel     |
| UEFA          | Viktor Kassai      | Gábor Erős Tibor Vámos              |
| UEFA          | Tom Henning Øvrebø | Geir Åge Holen Dag Roger Nebben     |
| UEFA          | Massimo Busacca    | Manuel Navarro Matthias Arnet       |

## Clasificación
En total 24 equipos de las 6 confederaciones afiliadas a la FIFA tomaron parte en el Mundial Sub-17 de 2009.
- En Asia el Campeonato Asiático Sub-16 que se disputó en Uzbekistán del 4 al 19 de octubre de 2008 otorgó 4 cupos para el torneo.
- En África el VIII Campeonato Africano Sub-17 que se celebró en Argelia del 19 de marzo al 3 de abril de 2009 entregó cuatro cupos, más el de Nigeria que ya estaba clasificado como organizador del evento.
- En Europa el Campeonato Europeo Sub-17 2008/09 es valedero como competición de clasificación para la Copa Mundial Sub-17 de la FIFA 2009. La ronda final se disputó en Alemania el 6 de mayo al 18 de mayo de 2009. Este torneo otorgó 6 cupos al mundial.
- En Norteamérica, Centroamérica y el Caribe la clasificación se disputó en México en abril de 2009, y estuvo compuesta por dos grupos de cuatro equipos cada uno. Los dos primeros de cada grupo se clasificaron automáticamente para el Mundial. La fase final del certamen se suspendió a causa del brote de gripe porcina en la región. Este torneo otorgó 4 cupos.
- En Oceanía el Campeonato Sub-17 de la OFC 2009 se realizó entre el 20 y el 24 de abril en Nueva Zelanda. Este torneo otorgó 1 cupo.
- En Sudamérica La competición de clasificación se celebró en Iquique (Chile) entre el 17 de abril y 8 de mayo de 2009. Este torneo otorgó 4 cupos.

En cursiva, los equipos debutantes en la Copa Mundial de Fútbol Sub-17.
| Clasificatorias | Clasificatorias | Clasificatorias | Clasificatorias | Clasificatorias | Clasificatorias |
| --------------- | --------------- | --------------- | --------------- | --------------- | --------------- |
| CAF             | AFC             | UEFA            | Concacaf        | OFC             | Conmebol        |

| Equipos participantes | Equipos participantes | Equipos participantes | Equipos participantes |
| --------------------- | --------------------- | --------------------- | --------------------- |
| Alemania              | Colombia              | Honduras              | Nigeria               |
| Argelia               | Costa Rica            | Irán                  | Nueva Zelanda         |
| Argentina             | UAE                   | Italia                | Países Bajos          |
| Brasil                | España                | Japón                 | Suiza                 |
| Burkina Faso          | Estados Unidos        | Malaui                | Turquía               |
| Corea del Sur         | Gambia                | México                | Uruguay               |

## Resultados
- Los horarios corresponden a la hora de Abuya (UTC+1)

Leyenda: Pts: Puntos; PJ: Partidos jugados; PG: Partidos ganados; PE: Partidos empatados; PP: Partidos perdidos; GF: Goles a favor; GC: Goles en contra; Dif: Diferencia de goles.

### Primera fase

#### Grupo A
| Equipo    | Pts | PJ | PG | PE | PP | GF | GC | Dif |
| --------- | --- | -- | -- | -- | -- | -- | -- | --- |
| Nigeria   | 7   | 3  | 2  | 1  | 0  | 6  | 4  | 2   |
| Argentina | 6   | 3  | 2  | 0  | 1  | 4  | 3  | 1   |
| Alemania  | 4   | 3  | 1  | 1  | 1  | 7  | 6  | 1   |
| Honduras  | 0   | 3  | 0  | 0  | 3  | 1  | 5  | -4  |

| 24 de octubre de 2009, 19:00 | Nigeria                                    | 3:3 (0:2) | Alemania                          | Estadio Abuya, Abuya                                                     |                                                                          |
|                              | Okoro 54' (pen.) · Omeruo 59' · Egbedi 61' | Reporte   | Thy 21' · Mustafi 39' · Götze 47' | Asistencia: 21.300 espectadores Árbitro(s): Ravshan Irmatov (Uzbekistán) | Asistencia: 21.300 espectadores Árbitro(s): Ravshan Irmatov (Uzbekistán) |

| 24 de octubre de 2009, 16:00 | Honduras | 0:1 (0:0) | Argentina  | Estadio Abuya, Abuya                                                |                                                                     |
|                              |          | Reporte   | Araujo 59' | Asistencia: 19.560 espectadores Árbitro(s): Massimo Busacca (Suiza) | Asistencia: 19.560 espectadores Árbitro(s): Massimo Busacca (Suiza) |

| 27 de octubre de 2009, 16:00 | Argentina                         | 2:1 (0:1) | Alemania | Estadio Abuya, Abuya                                               |                                                                    |
|                              | Espíndola 57' (pen.) · Araujo 59' | Reporte   | Götze 8' | Asistencia: 14.400 espectadores Árbitro(s): Koman Coulibaly (Malí) | Asistencia: 14.400 espectadores Árbitro(s): Koman Coulibaly (Malí) |

| 27 de octubre de 2009, 19:00 | Nigeria    | 1:0 (0:0) | Honduras | Estadio Abuya, Abuya                                                  |                                                                       |
|                              | Ajagun 55' | Reporte   |          | Asistencia: 42.900 espectadores Árbitro(s): Stephane Lannoy (Francia) | Asistencia: 42.900 espectadores Árbitro(s): Stephane Lannoy (Francia) |

| 30 de octubre de 2009, 16:00 | Alemania                  | 3:1 (0:0) | Honduras   | Estadio Abuya, Abuya                                                  |                                                                       |
|                              | Thy 55' 56' · Volland 73' | Reporte   | Lozano 46' | Asistencia: 3.090 espectadores Árbitro(s): Carlos Amarilla (Paraguay) | Asistencia: 3.090 espectadores Árbitro(s): Carlos Amarilla (Paraguay) |

| 30 de octubre de 2009, 16:00 | Argentina | 1:2 (1:1) | Nigeria                        | Estadio Abubarkar Tafawa Balewa, Bauchi                                   |                                                                           |
|                              | Orfano 2' | Reporte   | Ojabu 5' · Emmanuel 72' (pen.) | Asistencia: 11.467 espectadores Árbitro(s): Jair Marrufo (Estados Unidos) | Asistencia: 11.467 espectadores Árbitro(s): Jair Marrufo (Estados Unidos) |

#### Grupo B
| Equipo | Pts | PJ | PG | PE | PP | GF | GC | Dif |
| ------ | --- | -- | -- | -- | -- | -- | -- | --- |
| Suiza  | 9   | 3  | 3  | 0  | 0  | 7  | 3  | 4   |
| México | 6   | 3  | 2  | 0  | 1  | 3  | 2  | 1   |
| Brasil | 3   | 3  | 1  | 0  | 2  | 3  | 4  | -1  |
| Japón  | 0   | 3  | 0  | 0  | 3  | 5  | 9  | -4  |

| 24 de octubre de 2009, 12:00 | Brasil                                           | 3:2 (1:1) | Japón                     | Estadio Teslim Balogun, Lagos                                        |                                                                      |
|                              | Guilherme 26' · Neymar 67' · Kamita 90+4' (a.g.) | Reporte   | Takagi 35' · Sugimoto 84' | Asistencia: 15.254 espectadores Árbitro(s): Howard Webb (Inglaterra) | Asistencia: 15.254 espectadores Árbitro(s): Howard Webb (Inglaterra) |

| 24 de octubre de 2009, 16:00 | México | 0:2 (0:2) | Suiza                             | Estadio Teslim Balogun, Lagos                                             |                                                                           |
|                              |        | Reporte   | Kasami 22' · Rodríguez 42' (a.g.) | Asistencia: 9.870 espectadores Árbitro(s): Michael Hester (Nueva Zelanda) | Asistencia: 9.870 espectadores Árbitro(s): Michael Hester (Nueva Zelanda) |

| 27 de octubre de 2009, 16:00 | Suiza                                          | 4:3 (1:2) | Japón                            | Estadio Teslim Balogun, Lagos                                        |                                                                      |
|                              | Seferović 43', 51' · Xhaka 53' · Rodríguez 74' | Reporte   | Miyayoshi 9', 20' · Kojima 90+3' | Asistencia: 9.920 espectadores Árbitro(s): Carlos Batres (Guatemala) | Asistencia: 9.920 espectadores Árbitro(s): Carlos Batres (Guatemala) |

| 27 de octubre de 2009, 19:00 | Brasil | 0:1 (0:0) | México      | Estadio Teslim Balogun, Lagos                                            |                                                                          |
|                              |        | Reporte   | Basulto 70' | Asistencia: 21.115 espectadores Árbitro(s): Tom Henning Øvrebø (Noruega) | Asistencia: 21.115 espectadores Árbitro(s): Tom Henning Øvrebø (Noruega) |

| 30 de octubre de 2009, 19:00 | Japón | 0:2 (0:0) | México                 | Estadio Teslim Balogun, Lagos                                         |                                                                       |
|                              |       | Reporte   | Campos 65' · Parra 79' | Asistencia: 17.105 espectadores Árbitro(s): Stephane Lannoy (Francia) | Asistencia: 17.105 espectadores Árbitro(s): Stephane Lannoy (Francia) |

| 30 de octubre de 2009, 19:00 | Suiza           | 1:0 (1:0) | Brasil | Estadio Abuya, Abuya                                                 |                                                                      |
|                              | Ben Khalifa 21' | Reporte   |        | Asistencia: 4.250 espectadores Árbitro(s): Eddy Maillet (Seychelles) | Asistencia: 4.250 espectadores Árbitro(s): Eddy Maillet (Seychelles) |

#### Grupo C
| Equipo       | Pts | PJ | PG | PE | PP | GF | GC | Dif |
| ------------ | --- | -- | -- | -- | -- | -- | -- | --- |
| Irán         | 7   | 3  | 2  | 1  | 0  | 3  | 0  | 3   |
| Colombia     | 5   | 3  | 1  | 2  | 0  | 4  | 3  | 1   |
| Países Bajos | 3   | 3  | 1  | 0  | 2  | 3  | 4  | -1  |
| Gambia       | 1   | 3  | 0  | 1  | 2  | 3  | 6  | -3  |

| 25 de octubre de 2009, 16:00 | Irán                       | 2:0 (1:0) | Gambia | Estadio U. J. Esuene, Calabar                                 |                                                               |
|                              | Sadeguiam 44' · Rezaei 84' | Reporte   |        | Asistencia: 9.200 espectadores Árbitro(s): Pablo Pozo (Chile) | Asistencia: 9.200 espectadores Árbitro(s): Pablo Pozo (Chile) |

| 25 de octubre de 2009, 19:00 | Colombia                   | 2:1 (0:0) | Países Bajos       | Estadio U. J. Esuene, Calabar                                        |                                                                      |
|                              | Castillo 56' · Córdoba 72' | Reporte   | Özyakup 69' (pen.) | Asistencia: 10.100 espectadores Árbitro(s): Jerome Damon (Sudáfrica) | Asistencia: 10.100 espectadores Árbitro(s): Jerome Damon (Sudáfrica) |

| 28 de octubre de 2009, 16:00 | Países Bajos               | 2:1 (1:1) | Gambia            | Estadio U. J. Esuene, Calabar                                           |                                                                         |
|                              | Castaignos 19' · Boere 70' | Reporte   | Bojang 26' (pen.) | Asistencia: 6.800 espectadores Árbitro(s): Ravshan Irmatov (Uzbekistán) | Asistencia: 6.800 espectadores Árbitro(s): Ravshan Irmatov (Uzbekistán) |

| 28 de octubre de 2009, 19:00              | Irán | 0:0     | Colombia | Estadio U. J. Esuene, Calabar                                             |                                                                           |
|                                           |      | Reporte |          | Asistencia: 8.600 espectadores Árbitro(s): Michael Hester (Nueva Zelanda) | Asistencia: 8.600 espectadores Árbitro(s): Michael Hester (Nueva Zelanda) |
| Partido suspendido 40 minutos por lluvia. |      |         |          |                                                                           |                                                                           |

| 31 de octubre de 2009, 16:00 | Gambia                   | 2:2 (2:0) | Colombia                | Estadio U. J. Esuene, Calabar                                       |                                                                     |
|                              | Samateh 19' · Bojang 42' | Reporte   | Cuéllar 78', 89' (pen.) | Asistencia: 6.100 espectadores Árbitro(s): Howard Webb (Inglaterra) | Asistencia: 6.100 espectadores Árbitro(s): Howard Webb (Inglaterra) |

| 31 de octubre de 2009, 16:00 | Países Bajos | 0:1 (0:1) | Irán        | Estadio Nnamdi Azikiwe, Enugu                                        |                                                                      |
|                              |              | Reporte   | Gharibi 25' | Asistencia: 7.461 espectadores Árbitro(s): Carlos Batres (Guatemala) | Asistencia: 7.461 espectadores Árbitro(s): Carlos Batres (Guatemala) |

#### Grupo D
| Equipo        | Pts | PJ | PG | PE | PP | GF | GC | Dif |
| ------------- | --- | -- | -- | -- | -- | -- | -- | --- |
| Turquía       | 7   | 3  | 2  | 1  | 0  | 6  | 2  | 4   |
| Burkina Faso  | 4   | 3  | 1  | 1  | 1  | 5  | 3  | 2   |
| Nueva Zelanda | 3   | 3  | 0  | 3  | 0  | 3  | 3  | 0   |
| Costa Rica    | 1   | 3  | 0  | 1  | 2  | 3  | 9  | -6  |

| 25 de octubre de 2009, 16:00 | Turquía  | 1:0 (1:0) | Burkina Faso | Estadio Nnamdi Azikiwe, Enugu                                          |                                                                        |
|                              | Demir 3' | Reporte   |              | Asistencia: 12.350 espectadores Árbitro(s): Carlos Amarilla (Paraguay) | Asistencia: 12.350 espectadores Árbitro(s): Carlos Amarilla (Paraguay) |

| 25 de octubre de 2009, 19:00 | Costa Rica   | 1:1 (1:1) | Nueva Zelanda | Estadio Nnamdi Azikiwe, Enugu                                         |                                                                       |
|                              | Campbell 35' | Reporte   | Built 19'     | Asistencia: 16.850 espectadores Árbitro(s): Eddy Maillet (Seychelles) | Asistencia: 16.850 espectadores Árbitro(s): Eddy Maillet (Seychelles) |

| 28 de octubre de 2009, 16:00 | Nueva Zelanda | 1:1 (0:1) | Burkina Faso | Estadio Nnamdi Azikiwe, Enugu                                        |                                                                      |
|                              | Murie 57'     | Reporte   | Nikiema 12'  | Asistencia: 10.195 espectadores Árbitro(s): Howard Webb (Inglaterra) | Asistencia: 10.195 espectadores Árbitro(s): Howard Webb (Inglaterra) |

| 29 de octubre de 2009, 15:00                                                           | Turquía                                                | 4:1 (3:1) | Costa Rica | Estadio Nnamdi Azikiwe, Enugu                                       |                                                                     |
|                                                                                        | Ali Şahiner 3' · Demir 33' · Bekdemir 42' · Iravul 70' | Reporte   | Moya 44'   | Asistencia: 5.632 espectadores Árbitro(s): Jerome Damon (Sudáfrica) | Asistencia: 5.632 espectadores Árbitro(s): Jerome Damon (Sudáfrica) |
| Partido suspendido por lluvia a los 21 minutos de juego. Se reinició el 29 de octubre. |                                                        |           |            |                                                                     |                                                                     |

| 31 de octubre de 2009, 19:00 | Burkina Faso                                             | 4:1 (2:0) | Costa Rica  | Estadio Nnamdi Azikiwe, Enugu                                            |                                                                          |
|                              | Zoungrana 12' · Ibrango 37' · Ouedarogo 82' · Traoré 90' | Reporte   | Golobio 86' | Asistencia: 11.483 espectadores Árbitro(s): Ravshan Irmatov (Uzbekistán) | Asistencia: 11.483 espectadores Árbitro(s): Ravshan Irmatov (Uzbekistán) |

| 31 de octubre de 2009, 19:00 | Nueva Zelanda        | 1:1 (0:1) | Turquía      | Estadio U. J. Esuene, Calabar                                       |                                                                     |
|                              | Hobson-McVeigh 90+1' | Reporte   | Bekdemir 17' | Asistencia: 7.000 espectadores Árbitro(s): Martín Vázquez (Uruguay) | Asistencia: 7.000 espectadores Árbitro(s): Martín Vázquez (Uruguay) |

#### Grupo E
| Equipo                 | Pts | PJ | PG | PE | PP | GF | GC | Dif |
| ---------------------- | --- | -- | -- | -- | -- | -- | -- | --- |
| España                 | 9   | 3  | 3  | 0  | 0  | 9  | 3  | 6   |
| Estados Unidos         | 6   | 3  | 2  | 0  | 1  | 3  | 2  | 1   |
| Emiratos Árabes Unidos | 3   | 3  | 1  | 0  | 2  | 3  | 4  | -1  |
| Malaui                 | 0   | 3  | 0  | 0  | 3  | 1  | 7  | -6  |

| 26 de octubre de 2009, 16:00 | Emiratos Árabes Unidos    | 2:0 (0:0) | Malaui | Estadio Sani Abacha, Kano                                           |                                                                     |
|                              | Al Saffar 63' · Sebil 81' | Reporte   |        | Asistencia: 8.500 espectadores Árbitro(s): Martín Vázquez (Uruguay) | Asistencia: 8.500 espectadores Árbitro(s): Martín Vázquez (Uruguay) |

| 26 de octubre de 2009, 19:00 | España                         | 2:1 (2:1) | Estados Unidos | Estadio Sani Abacha, Kano                                           |                                                                     |
|                              | Borja Bastón 22' · Sarabia 30' | Reporte   | McInerney 4'   | Asistencia: 19.500 espectadores Árbitro(s): Viktor Kassai (Hungría) | Asistencia: 19.500 espectadores Árbitro(s): Viktor Kassai (Hungría) |

| 29 de octubre de 2009, 16:00 | Estados Unidos | 1:0 (0:0) | Malaui | Estadio Sani Abacha, Kano                                          |                                                                    |
|                              | Shinsky 54'    | Reporte   |        | Asistencia: 9.000 espectadores Árbitro(s): Massimo Busacca (Suiza) | Asistencia: 9.000 espectadores Árbitro(s): Massimo Busacca (Suiza) |

| 29 de octubre de 2009, 19:00 | Emiratos Árabes Unidos | 1:3 (0:2) | España                                    | Estadio Sani Abacha, Kano                                             |                                                                       |
|                              | Sebil 68'              | Reporte   | Isco 12' · Borja Bastón 19' · Carmona 88' | Asistencia: 20.000 espectadores Árbitro(s): Wolfgang Stark (Alemania) | Asistencia: 20.000 espectadores Árbitro(s): Wolfgang Stark (Alemania) |

| 1 de noviembre de 2009, 16:00 | Malaui      | 1:4 (0:1) | España                                      | Estadio Sani Abacha, Kano                                     |                                                               |
|                               | Milanzi 82' | Reporte   | Carmona 32' · Morata 60' 74' · Espinosa 62' | Asistencia: 7.000 espectadores Árbitro(s): Pablo Pozo (Chile) | Asistencia: 7.000 espectadores Árbitro(s): Pablo Pozo (Chile) |

| 1 de noviembre de 2009, 16:00 | Estados Unidos | 1:0 (1:0) | Emiratos Árabes Unidos | Estadio Gateway, Ijebu Ode                                         |                                                                    |
|                               | McInerney 35'  | Reporte   |                        | Asistencia: 13.780 espectadores Árbitro(s): Koman Coulibaly (Malí) | Asistencia: 13.780 espectadores Árbitro(s): Koman Coulibaly (Malí) |

#### Grupo F
| Equipo        | Pts | PJ | PG | PE | PP | GF | GC | Dif |
| ------------- | --- | -- | -- | -- | -- | -- | -- | --- |
| Italia        | 7   | 3  | 2  | 1  | 0  | 3  | 1  | 2   |
| Corea del Sur | 6   | 3  | 2  | 0  | 1  | 6  | 3  | 3   |
| Uruguay       | 4   | 3  | 1  | 1  | 1  | 3  | 3  | 0   |
| Argelia       | 0   | 3  | 0  | 0  | 3  | 0  | 5  | -5  |

| 26 de octubre de 2009, 16:00 | Uruguay             | 1:3 (0:1) | Corea del Sur                                           | Estadio Ahmadu Bello, Kaduna                                          |                                                                       |
|                              | Gallegos 60' (pen.) | Reporte   | Nam Seung-Woo 13' · Son Heung-Min 62' · Lee Jong-Ho 90' | Asistencia: 13.700 espectadores Árbitro(s): Wolfgang Stark (Alemania) | Asistencia: 13.700 espectadores Árbitro(s): Wolfgang Stark (Alemania) |

| 26 de octubre de 2009, 19:00 | Argelia | 0:1 (0:0) | Italia      | Estadio Ahmadu Bello, Kaduna                                              |                                                                           |
|                              |         | Reporte   | Carraro 78' | Asistencia: 18.418 espectadores Árbitro(s): Jair Marrufo (Estados Unidos) | Asistencia: 18.418 espectadores Árbitro(s): Jair Marrufo (Estados Unidos) |

| 29 de octubre de 2009, 16:00 | Italia                       | 2:1 (0:1) | Corea del Sur         | Estadio Ahmadu Bello, Kaduna                                   |                                                                |
|                              | Camporese 56' · Iemmello 61' | Reporte   | Kim Jin-Su 30' (pen.) | Asistencia: 11.400 espectadores Árbitro(s): Pablo Pozo (Chile) | Asistencia: 11.400 espectadores Árbitro(s): Pablo Pozo (Chile) |

| 29 de octubre de 2009, 19:00 | Uruguay                 | 2:0 (0:0) | Argelia | Estadio Ahmadu Bello, Kaduna                                        |                                                                     |
|                              | Luna 47' · Gallegos 70' | Reporte   |         | Asistencia: 13.879 espectadores Árbitro(s): Viktor Kassai (Hungría) | Asistencia: 13.879 espectadores Árbitro(s): Viktor Kassai (Hungría) |

| 1 de noviembre de 2009, 19:00 | Corea del Sur                       | 2:0 (2:0) | Argelia | Estadio Ahmadu Bello, Kaduna                                               |                                                                            |
|                               | Lee Jong-Ho 12' · Son Heung-Min 22' | Reporte   |         | Asistencia: 14.755 espectadores Árbitro(s): Michael Hester (Nueva Zelanda) | Asistencia: 14.755 espectadores Árbitro(s): Michael Hester (Nueva Zelanda) |

| 1 de noviembre de 2009, 19:00 | Italia | 0:0     | Uruguay | Estadio Sani Abacha, Kano                                                |                                                                          |
|                               |        | Reporte |         | Asistencia: 20.000 espectadores Árbitro(s): Tom Henning Øvrebø (Noruega) | Asistencia: 20.000 espectadores Árbitro(s): Tom Henning Øvrebø (Noruega) |

#### Mejores terceros puestos
Los cuatro mejores de los terceros puestos avanzaron a la segunda fase. Países Bajos, Brasil y Emiratos Árabes Unidos quedaron empatados tanto en puntos como en goles anotados y recibidos, por ende el siguiente ítem de desempate fue la diferencia en tarjetas (FP, juego limpio). Allí, Brasil y Países Bajos tenían una tarjeta amarilla más que los Emiratos, por lo que el seleccionado árabe pasó a la segunda ronda.
| Equipo                 | Gr | Pts | PJ | PG | PE | PP | GF | GC | FP | Dif |
| ---------------------- | -- | --- | -- | -- | -- | -- | -- | -- | -- | --- |
| Alemania               | A  | 4   | 3  | 1  | 1  | 1  | 7  | 6  | -7 | 1   |
| Uruguay                | F  | 4   | 3  | 1  | 1  | 1  | 3  | 3  | -3 | 0   |
| Nueva Zelanda          | D  | 3   | 3  | 0  | 3  | 0  | 3  | 3  | -3 | 0   |
| Emiratos Árabes Unidos | E  | 3   | 3  | 1  | 0  | 2  | 3  | 4  | -5 | -1  |
| Brasil                 | B  | 3   | 3  | 1  | 0  | 2  | 3  | 4  | -6 | -1  |
| Países Bajos           | C  | 3   | 3  | 1  | 0  | 2  | 3  | 4  | -6 | -1  |

Los emparejamientos de los octavos de final fueron definidos de la siguiente manera:
- Partido 1: 2.° del grupo A v 2.° del grupo C
- Partido 2: 1.° del grupo D v 3.° del grupo B/E/F
- Partido 3: 1.° del grupo B v 3.° del grupo A/C/D
- Partido 4: 1.° del grupo F v 2.° del grupo E
- Partido 5: 1.° del grupo E v 2.° del grupo D
- Partido 6: 1.° del grupo C v 3.° del grupo A/B/F
- Partido 7: 2.° del grupo B v 2.° del grupo F
- Partido 8: 1.° del grupo A v 3.° del grupo C/D/E

Los emparejamientos de los partidos 2, 3, 6 y 8 dependen de quienes sean los terceros lugares que se clasifiquen a los octavos de final. La siguiente tabla muestra las diferentes opciones para definir a los rivales de los ganadores de los grupos A, B, C y D.
     – Combinación que se dio en esta edición.
| Si los 4 mejores terceros son de los grupos: | El 1.° del grupo A juega con: | El 1.° del grupo B juega con: | El 1.° del grupo C juega con: | El 1.° del grupo D juega con: |
| -------------------------------------------- | ----------------------------- | ----------------------------- | ----------------------------- | ----------------------------- |
| A, B, C y D                                  | 3.° del grupo C               | 3.° del grupo D               | 3.° del grupo A               | 3.° del grupo B               |
| A, B, C y E                                  | 3.° del grupo C               | 3.° del grupo A               | 3.° del grupo B               | 3.° del grupo E               |
| A, B, C y F                                  | 3.° del grupo C               | 3.° del grupo A               | 3.° del grupo B               | 3.° del grupo F               |
| A, B, D y E                                  | 3.° del grupo D               | 3.° del grupo A               | 3.° del grupo B               | 3.° del grupo E               |
| A, B, D y F                                  | 3.° del grupo D               | 3.° del grupo A               | 3.° del grupo B               | 3.° del grupo F               |
| A, B, E y F                                  | 3.° del grupo E               | 3.° del grupo A               | 3.° del grupo B               | 3.° del grupo F               |
| A, C, D y E                                  | 3.° del grupo C               | 3.° del grupo D               | 3.° del grupo A               | 3.° del grupo E               |
| A, C, D y F                                  | 3.° del grupo C               | 3.° del grupo D               | 3.° del grupo A               | 3.° del grupo F               |
| A, C, E y F                                  | 3.° del grupo C               | 3.° del grupo A               | 3.° del grupo F               | 3.° del grupo E               |
| A, D, E y F                                  | 3.° del grupo D               | 3.° del grupo A               | 3.° del grupo F               | 3.° del grupo E               |
| B, C, D y E                                  | 3.° del grupo C               | 3.° del grupo D               | 3.° del grupo B               | 3.° del grupo E               |
| B, C, D y F                                  | 3.° del grupo C               | 3.° del grupo D               | 3.° del grupo B               | 3.° del grupo F               |
| B, C, E y F                                  | 3.° del grupo E               | 3.° del grupo C               | 3.° del grupo B               | 3.° del grupo F               |
| B, D, E y F                                  | 3.° del grupo E               | 3.° del grupo D               | 3.° del grupo B               | 3.° del grupo F               |
| C, D, E y F                                  | 3.° del grupo C               | 3.° del grupo D               | 3.° del grupo F               | 3.° del grupo E               |

### Segunda fase
|  | Octavos de final       | Octavos de final |                 |       | Cuartos de final             | Cuartos de final             |                 |                 | Semifinales | Semifinales |  |  | Final | Final |
|  |                        |                  |                 |       |                              |                              |                 |                 |             |             |  |  |       |       |
|  | 4 de noviembre         |                  |                 |       |                              |                              |                 |                 |             |             |  |  |       |       |
|  |                        |                  |                 |       |                              |                              |                 |                 |             |             |  |  |       |       |
|  | Argentina              | 2                |                 |       |                              |                              |                 |                 |             |             |  |  |       |       |
|  | Argentina              | 2                | 8 de noviembre  |       |                              |                              |                 |                 |             |             |  |  |       |       |
|  | Colombia               | 3                |                 |       |                              |                              |                 |                 |             |             |  |  |       |       |
|  | Colombia               | 3                | Colombia (p.)   | 1 (5) |                              |                              |                 |                 |             |             |  |  |       |       |
|  | 4 de noviembre         |                  | Colombia (p.)   | 1 (5) |                              |                              |                 |                 |             |             |  |  |       |       |
|  |                        | Turquía          | 1 (3)           |       |                              |                              |                 |                 |             |             |  |  |       |       |
|  | Turquía                | Turquía          | 1 (3)           | 2     |                              |                              |                 |                 |             |             |  |  |       |       |
|  | Turquía                |                  | 12 de noviembre | 2     |                              |                              |                 |                 |             |             |  |  |       |       |
|  | Emiratos Árabes Unidos | 0                |                 |       |                              |                              |                 |                 |             |             |  |  |       |       |
|  | Emiratos Árabes Unidos | 0                | Colombia        | 0     |                              |                              |                 |                 |             |             |  |  |       |       |
|  | 4 de noviembre         |                  | Colombia        | 0     |                              |                              |                 |                 |             |             |  |  |       |       |
|  |                        | Suiza            | 4               |       |                              |                              |                 |                 |             |             |  |  |       |       |
|  | Suiza (t.s.)           | Suiza            | 4               | 4     |                              |                              |                 |                 |             |             |  |  |       |       |
|  | Suiza (t.s.)           | 8 de noviembre   |                 | 4     |                              |                              |                 |                 |             |             |  |  |       |       |
|  | Alemania               | 3                |                 |       |                              |                              |                 |                 |             |             |  |  |       |       |
|  | Alemania               | 3                | Suiza           | 2     |                              |                              |                 |                 |             |             |  |  |       |       |
|  | 4 de noviembre         |                  | Suiza           | 2     |                              |                              |                 |                 |             |             |  |  |       |       |
|  |                        | Italia           | 1               |       |                              |                              |                 |                 |             |             |  |  |       |       |
|  | Italia                 | Italia           | 1               | 2     |                              |                              |                 |                 |             |             |  |  |       |       |
|  | Italia                 |                  | 15 de noviembre | 2     |                              |                              |                 |                 |             |             |  |  |       |       |
|  | Estados Unidos         | 1                |                 |       |                              |                              |                 |                 |             |             |  |  |       |       |
|  | Estados Unidos         | 1                | Suiza           | 1     |                              |                              |                 |                 |             |             |  |  |       |       |
|  | 5 de noviembre         |                  | Suiza           | 1     |                              |                              |                 |                 |             |             |  |  |       |       |
|  |                        | Nigeria          | 0               |       |                              |                              |                 |                 |             |             |  |  |       |       |
|  | España                 | Nigeria          | 0               | 4     |                              |                              |                 |                 |             |             |  |  |       |       |
|  | España                 | 9 de noviembre   |                 | 4     |                              |                              |                 |                 |             |             |  |  |       |       |
|  | Burkina Faso           | 1                |                 |       |                              |                              |                 |                 |             |             |  |  |       |       |
|  | Burkina Faso           | 1                | España (p.)     | 3 (4) |                              |                              |                 |                 |             |             |  |  |       |       |
|  | 5 de noviembre         |                  | España (p.)     | 3 (4) |                              |                              |                 |                 |             |             |  |  |       |       |
|  |                        | Uruguay          | 3 (2)           |       |                              |                              |                 |                 |             |             |  |  |       |       |
|  | Irán                   | Uruguay          | 3 (2)           | 1     |                              |                              |                 |                 |             |             |  |  |       |       |
|  | Irán                   |                  | 12 de noviembre | 1     |                              |                              |                 |                 |             |             |  |  |       |       |
|  | Uruguay (t.s.)         | 2                |                 |       |                              |                              |                 |                 |             |             |  |  |       |       |
|  | Uruguay (t.s.)         | 2                | España          | 1     |                              |                              |                 |                 |             |             |  |  |       |       |
|  | 5 de noviembre         |                  | España          | 1     |                              |                              |                 |                 |             |             |  |  |       |       |
|  |                        | Nigeria          | 3               |       | Partido por el tercer puesto | Partido por el tercer puesto |                 |                 |             |             |  |  |       |       |
|  | México                 | Nigeria          | 3               | 1 (3) | Partido por el tercer puesto | Partido por el tercer puesto |                 |                 |             |             |  |  |       |       |
|  | México                 | 9 de noviembre   | 9 de noviembre  | 1 (3) |                              |                              | 15 de noviembre | 15 de noviembre |             |             |  |  |       |       |
|  | Corea del Sur (p.)     | 9 de noviembre   | 9 de noviembre  | 1 (5) |                              |                              | 15 de noviembre | 15 de noviembre |             |             |  |  |       |       |
|  | Corea del Sur (p.)     | Corea del Sur    | 1               | 1 (5) | Colombia                     | 0                            |                 |                 |             |             |  |  |       |       |
|  | 5 de noviembre         | Corea del Sur    | 1               |       | Colombia                     | 0                            |                 |                 |             |             |  |  |       |       |
|  |                        | Nigeria          | 3               |       | España                       | 1                            |                 |                 |             |             |  |  |       |       |
|  | Nigeria                | Nigeria          | 3               | 5     | España                       | 1                            |                 |                 |             |             |  |  |       |       |
|  | Nigeria                |                  |                 | 5     |                              |                              |                 |                 |             |             |  |  |       |       |
|  | Nueva Zelanda          | 0                |                 |       |                              |                              |                 |                 |             |             |  |  |       |       |
|  | Nueva Zelanda          | 0                |                 |       |                              |                              |                 |                 |             |             |  |  |       |       |

#### Octavos de final
| 4 de noviembre de 2009, 16:00 | Argentina                       | 2:3 (1:0) | Colombia                                  | Estadio Gateway, Ijebu Ode                                            |                                                                       |
|                               | González Pírez 17' · Araujo 57' | Reporte   | Murillo 63' · Blanco 88' · Quiñones 90+1' | Asistencia: 12.460 espectadores Árbitro(s): Wolfgang Stark (Alemania) | Asistencia: 12.460 espectadores Árbitro(s): Wolfgang Stark (Alemania) |

| 4 de noviembre de 2009, 16:00 | Italia                     | 2:1 (1:0) | Estados Unidos | Estadio Ahmadu Bello, Kaduna                                           |                                                                        |
|                               | Beretta 29' · Iemmello 56' | Reporte   | Palodichuk 51' | Asistencia: 11.301 espectadores Árbitro(s): Carlos Amarilla (Paraguay) | Asistencia: 11.301 espectadores Árbitro(s): Carlos Amarilla (Paraguay) |

| 4 de noviembre de 2009, 19:00 | Turquía                | 2:0 (1:0) | Emiratos Árabes Unidos | Estadio Nnamdi Azikiwe, Enugu                                         |                                                                       |
|                               | Şeker 2' · Özbek 90+2' | Reporte   |                        | Asistencia: 16.782 espectadores Árbitro(s): Eddy Maillet (Seychelles) | Asistencia: 16.782 espectadores Árbitro(s): Eddy Maillet (Seychelles) |

| 4 de noviembre de 2009, 19:00 | Suiza                                                                    | 4:3 (1:1; 2:2) (t. s.) | Alemania                            | Estadio Teslim Balogun, Lagos                                        |                                                                      |
|                               | Rodríguez 35' · Seferovic 49' · Gonçalves 101' · Ben Khalifa 116' (pen.) | Reporte                | Götze 39' · Trinks 78' · Malli 118' | Asistencia: 15.515 espectadores Árbitro(s): Martín Vázquez (Uruguay) | Asistencia: 15.515 espectadores Árbitro(s): Martín Vázquez (Uruguay) |

| 5 de noviembre de 2009, 16:00 | España                                   | 4:1 (1:1) | Burkina Faso | Estadio Sani Abacha, Kano                                                  |                                                                            |
|                               | Roberto 19' 56' 67' · Carmona 83' (pen.) | Reporte   | Ibrango 26'  | Asistencia: 14.000 espectadores Árbitro(s): Michael Hester (Nueva Zelanda) | Asistencia: 14.000 espectadores Árbitro(s): Michael Hester (Nueva Zelanda) |

| 5 de noviembre de 2009, 16:00 | México                           | 1:1 (1:0, 1:1) (t. s.)(3:5 p.) | Corea del Sur                                                   | Estadio Abubarkar Tafawa Balewa, Bauchi                              |                                                                      |
|                               | Madrigal 44'                     | Reporte                        | Kim Dong Jin 90+2'                                              | Asistencia: 11.589 espectadores Árbitro(s): Jerome Damon (Sudáfrica) | Asistencia: 11.589 espectadores Árbitro(s): Jerome Damon (Sudáfrica) |
|                               |                                  | Tiros desde el punto penal     |                                                                 |                                                                      |                                                                      |
|                               | Campos · Basulto · García · Vera |                                | Lee Kang · Ahn Jin-bum · Kim Jin-su · Lee Jong-ho · Lee Min-soo |                                                                      |                                                                      |

| 5 de noviembre de 2009, 19:00 | Irán              | 1:2 (0:0; 0:0) (t. s.) | Uruguay            | Estadio U. J. Esuene, Calabar                                        |                                                                      |
|                               | Esmaeilzadeh 119' | Reporte                | Gallegos 104' 117' | Asistencia: 3.600 espectadores Árbitro(s): Stephane Lannoy (Francia) | Asistencia: 3.600 espectadores Árbitro(s): Stephane Lannoy (Francia) |

| 5 de noviembre de 2009, 19:00 | Nigeria                                       | 5:0 (3:0) | Nueva Zelanda | Estadio Abuya, Abuya                                                |                                                                     |
|                               | Egbedi 14' 28' · Okoro 24' · Emmanuel 75' 79' | Reporte   |               | Asistencia: 35.200 espectadores Árbitro(s): Massimo Busacca (Suiza) | Asistencia: 35.200 espectadores Árbitro(s): Massimo Busacca (Suiza) |

#### Cuartos de final
| 8 de noviembre de 2009, 16:00 | Colombia                                   | 1:1 (0:1, 1:1) (t. s.)(5:3 p.) | Turquía                        | Estadio Abubarkar Tafawa Balewa, Bauchi                            |                                                                    |
|                               | Ramos 90'                                  | Reporte                        | Demir 20'                      | Asistencia: 11.532 espectadores Árbitro(s): Koman Coulibaly (Malí) | Asistencia: 11.532 espectadores Árbitro(s): Koman Coulibaly (Malí) |
|                               |                                            | Tiros desde el punto penal     |                                |                                                                    |                                                                    |
|                               | Arias · Murillo · Ramos · Cataño · Cuéllar |                                | Gülle · Şeker · Iravul · Alkan |                                                                    |                                                                    |

| 8 de noviembre de 2009, 19:00 | Suiza                      | 2:1 (1:1) | Italia      | Estadio Gateway, Ijebu Ode                                          |                                                                     |
|                               | Ben Khalifa 24' · Buff 62' | Reporte   | Carraro 32' | Asistencia: 13.482 espectadores Árbitro(s): Viktor Kassai (Hungría) | Asistencia: 13.482 espectadores Árbitro(s): Viktor Kassai (Hungría) |

| 9 de noviembre de 2009, 16:00 | España                                                | 3:3 (1:1, 3:3) (t. s.)(4:2 p.) | Uruguay                                  | Estadio Ahmadu Bello, Kaduna                                          |                                                                       |
|                               | Isco 17' (pen.) · Borja Bastón 49' 50'                | Reporte                        | Luna 10' · Mezquida 71' · Gallegos 84'   | Asistencia: 10.281 espectadores Árbitro(s): Carlos Batres (Guatemala) | Asistencia: 10.281 espectadores Árbitro(s): Carlos Batres (Guatemala) |
|                               |                                                       | Tiros desde el punto penal     |                                          |                                                                       |                                                                       |
|                               | S. Gómez · Borja Bastón · Aurtenetxe · Sarabia · Isco |                                | Gallegos · Barreto · Laureiro · Mezquida |                                                                       |                                                                       |

| 9 de noviembre de 2009, 19:00 | Corea del Sur     | 1:3 (1:1) | Nigeria                            | Estadio U. J. Esuene, Calabar                                       |                                                                     |
|                               | Son Heung-Min 40' | Reporte   | Azeez 23' · Ajagun 50' · Envoh 85' | Asistencia: 9.100 espectadores Árbitro(s): Howard Webb (Inglaterra) | Asistencia: 9.100 espectadores Árbitro(s): Howard Webb (Inglaterra) |

#### Semifinales
| 12 de noviembre de 2009, 16:00 | Colombia | 0:4 (0:2) | Suiza                                                                   | Estadio Teslim Balogun, Lagos                                              |                                                                            |
|                                |          | Reporte   | Ben Khalifa 14' (pen.) · Seferović 36' · Martignoni 50' · Rodríguez 68' | Asistencia: 18.011 espectadores Árbitro(s): Michael Hester (Nueva Zelanda) | Asistencia: 18.011 espectadores Árbitro(s): Michael Hester (Nueva Zelanda) |

| 12 de noviembre de 2009, 19:00 | España    | 1:3 (0:1) | Nigeria                      | Estadio Teslim Balogun, Lagos                                            |                                                                          |
|                                | Borja 83' | Reporte   | Okoro 30' · Emmanuel 61' 71' | Asistencia: 24.000 espectadores Árbitro(s): Ravshan Irmatov (Uzbekistán) | Asistencia: 24.000 espectadores Árbitro(s): Ravshan Irmatov (Uzbekistán) |

#### Tercer lugar
| 15 de noviembre de 2009, 16:00 | Colombia | 0:1 (0:0) | España   | Estadio Abuya, Abuya                                               |                                                                    |
|                                |          | Reporte   | Isco 75' | Asistencia: 40.000 espectadores Árbitro(s): Koman Coulibaly (Malí) | Asistencia: 40.000 espectadores Árbitro(s): Koman Coulibaly (Malí) |

#### Final
| 15 de noviembre de 2009, 19:00 | Suiza         | 1:0 (0:0) | Nigeria | Estadio Abuya, Abuya                                                 |                                                                      |
|                                | Seferović 63' | Reporte   |         | Asistencia: 60.000 espectadores Árbitro(s): Martín Vázquez (Uruguay) | Asistencia: 60.000 espectadores Árbitro(s): Martín Vázquez (Uruguay) |

## Posiciones finales
| Equipo | Equipo                 | Pts | PJ | PG | PE | PP | GF | GC | Dif | Rend. |
| ------ | ---------------------- | --- | -- | -- | -- | -- | -- | -- | --- | ----- |
| 1      | Suiza                  | 21  | 7  | 7  | 0  | 0  | 18 | 6  | +12 | 100%  |
| 2      | Nigeria                | 16  | 7  | 5  | 1  | 1  | 17 | 7  | +10 | 76,2% |
| 3      | España                 | 16  | 7  | 5  | 1  | 1  | 18 | 10 | +8  | 76,2% |
| 4      | Colombia               | 9   | 7  | 2  | 3  | 2  | 8  | 11 | -3  | 52,0% |
| 5      | Turquía                | 11  | 5  | 3  | 2  | 0  | 9  | 3  | +6  | 70,1% |
| 6      | Italia                 | 10  | 5  | 3  | 1  | 1  | 6  | 4  | +2  | 66,6% |
| 7      | Uruguay                | 8   | 5  | 2  | 2  | 1  | 8  | 7  | +1  | 53,3% |
| 8      | Corea del Sur          | 7   | 5  | 2  | 1  | 2  | 8  | 7  | +1  | 50%   |
| 9      | Irán                   | 7   | 4  | 2  | 1  | 1  | 4  | 2  | +2  | 58,3% |
| 10     | México                 | 7   | 4  | 2  | 1  | 1  | 4  | 3  | +1  | 58,3% |
| 11     | Argentina              | 6   | 4  | 2  | 0  | 2  | 6  | 6  | 0   | 50%   |
| 12     | Estados Unidos         | 6   | 4  | 2  | 0  | 2  | 4  | 4  | 0   | 50%   |
| 13     | Alemania               | 4   | 4  | 1  | 1  | 2  | 10 | 10 | 0   | 33,3% |
| 14     | Burkina Faso           | 4   | 4  | 1  | 1  | 2  | 6  | 7  | -1  | 33,3% |
| 15     | Emiratos Árabes Unidos | 3   | 4  | 1  | 0  | 3  | 3  | 6  | -3  | 17,2% |
| 16     | Nueva Zelanda          | 3   | 4  | 1  | 0  | 3  | 3  | 8  | -5  | 17,2% |
| 17     | Brasil                 | 3   | 3  | 1  | 0  | 2  | 3  | 4  | -1  | 33,3% |
| 18     | Países Bajos           | 3   | 3  | 1  | 0  | 2  | 3  | 4  | -1  | 33,3% |
| 19     | Gambia                 | 1   | 3  | 0  | 1  | 2  | 3  | 6  | -3  | 11,2% |
| 20     | Costa Rica             | 1   | 3  | 0  | 1  | 2  | 3  | 9  | -6  | 11,2% |
| 21     | Japón                  | 0   | 3  | 0  | 0  | 3  | 5  | 9  | -4  | 0%    |
| 22     | Honduras               | 0   | 3  | 0  | 0  | 3  | 1  | 5  | -4  | 0%    |
| 23     | Argelia                | 0   | 3  | 0  | 0  | 3  | 0  | 5  | -5  | 0%    |
| 24     | Malaui                 | 0   | 3  | 0  | 0  | 3  | 1  | 7  | -6  | 0%    |

## Premios y reconocimientos

### Bota de oro[8]
| Jugador            | Selección     | Goles |
| ------------------ | ------------- | ----- |
| Borja Bastón       | España        | 5     |
| Sani Emmanuel      | Nigeria       | 5     |
| Sebastián Gallegos | Uruguay       | 5     |
| Haris Seferović    | Suiza         | 5     |
| Nassim Ben Khalifa | Suiza         | 4     |
| Mario Götze        | Alemania      | 3     |
| Lennart Thy        | Alemania      | 3     |
| Sergio Araujo      | Argentina     | 3     |
| Son Heung-Min      | Corea del Sur | 3     |
| Adrià Carmona      | España        | 3     |
| Isco               | España        | 3     |
| Sergi Roberto      | España        | 3     |
| Edafe Egbedi       | Nigeria       | 3     |
| Stanley Okoro      | Nigeria       | 3     |
| Ricardo Rodríguez  | Suiza         | 3     |
| Muhammet Demir     | Turquía       | 3     |

### Balón de oro
El Premio Balón de Oro adidas es entregado por la FIFA al mejor jugador del torneo.
| Jugador            | Selección |
| ------------------ | --------- |
| Sani Emmanuel      | Nigeria   |
| Nassim Ben Khalifa | Suiza     |
| Ramón Azeez        | Nigeria   |

### Otros premios
El ganador del Guante de oro Adidas fue el arquero suizo Benjamin Siegrist. Además el premio Fair play se lo llevó la Selección de Nigeria.